# Rinvio a giudizio (ordinamento italiano)
Il rinvio a giudizio nell'ordinamento giuridico italiano anticipa e predispone l'instaurazione del processo penale. È disciplinato dal codice di procedura penale italiano, all'articolo 416.

## Caratteristiche
Può essere formulata dal pubblico ministero in alternativa alla richiesta di archiviazione; essa deve contenere una serie di elementi tra i quali l'enunciazione in forma chiara e precisa della imputazione. Tale elemento è di fondamentale importanza poiché fissa l'oggetto della successiva udienza preliminare e soprattutto garantisce all'imputato di esercitare compiutamente il diritto di difesa. 

## Procedimento
La richiesta è disciplinata dagli artt. 416 e seguenti del codice di procedura penale italiano. Essa è formulata dal pubblico ministero ogni qual volta egli ritiene che nel corso delle indagini preliminari siano stati raccolti elementi sufficienti a sostenere l'accusa nell'eventuale e successivo giudizio, presso la cancelleria del giudice per le indagini preliminari (GIP) 
A seguito della richiesta di rinvio a giudizio formulata dal PM, il giudice dell'udienza preliminare può emettere due distinti provvedimenti: il "decreto che dispone il giudizio", disciplinato dall'art. 429 cpp, oppure una sentenza di non luogo a procedere, contemplata dall'art. 425 cpp. Il decreto segna, per così dire, la fondatezza della ipotesi accusatoria formulata dal PM: tale atto segna l'inizio del processo penale di merito avente ad oggetto l'accertamento del reato e la colpevolezza dell'imputato, con l'instaurazione dell'udienza preliminare, cui può seguire ulteriore rinvio a giudizio o sentenza di non luogo a procedere, ambedue emanate dal giudice dell'udienza preliminare. La sentenza di non luogo è soggetta a impugnazione e, in ogni caso, è suscettibile di revoca.